# Malarguesaurus florenciae
Malarguesaurus florenciae es la única especie conocida del género extinto  Malarguesaurus  (“lagarto de Malargüe”) de dinosaurio saurópodo titanosaurio que vivió a fines del período Cretácico, hace aproximadamente  89 millones de años, entre el Turoniense y el Coniaciense, en lo que es hoy Sudamérica. Su nombre proviene del Departamento de Malargüe, en la Provincia de Mendoza, Argentina. Sus restos fósiles se extrajeron de la Formación Portezuelo, Subgrupo Río Neuquén, Grupo Neuquén, y comprenden vértebras de la cola, cheurones, costillas, y huesos de los miembros. La especie tipo, fue descrita por González Riga et al. en 2008 y se denomina M. florenciae.  Se considera un robusto saurópodo cercano a Ligabuesaurus y Phuwiangosaurus , y Mannion et al. en 2013 lo recuperaron con mayor precisión como miembro de Somphospondyli.  El análisis cladístico de Patagotitan recuperó el Malarguesaurus como un pariente cercano del asiático Ruyangosaurus.
Malarguesaurus es el segundo dinosaurio saurópodo descubierto en la provincia de Mendoza, el primero es Mendozasaurus neguyelap. Posee vértebras caudales anteriores y medias de tipo procélica-opistoplática, asociadas a vértebras caudales posteriores procélicas. Como otros de su familia, Malarguesaurus fue un gran cuadrúpedo herbívoro, posiblemente llegó a medir 18 metros de largo y a pesar 20 toneladas.